# Stazione di Airolo
La stazione di Airolo è una stazione ferroviaria posta lungo la linea del Gottardo, a servizio del comune di Airolo.